# Alexandra-Nadejda de Saxe-Coburgo-Koháry
A princesa Alexandra-Nadejda Chrobok von Koháry ou de Saxe-Coburgo-Koháry (Toronto, 14 de Setembro de 1970) é filha da princesa Maria Luísa da Bulgária e de Bronislaw Tomasz Andrzej Chrobok, e herdeira aparente da Casa de Saxe-Coburgo-Koháry.
Alexandra-Nadejda completou os seus estudos secundários nos Estados Unidos e uma primeira licenciatura na Universidade Bishop's em Quebec, em Literatura Inglesa, com História e Ciências Políticas. De seguida em Paris, estudou língua francesa na Sorbonne Université, e integrou o departamento de joalharia da leiloeira Christie's. Para aprofundar o seu conhecimento em joias e pedras preciosas cursou no Gemological Institute of America e trabalhou no departamento de joias da Asprey em Nova Iorque. Também nessa cidade completou uma licenciatura em Design Gráfico no Instituto Pratt.
A 8 de Setembro 2001, na Igreja de Santo António do Estoril, casou com Jorge Champalimaud Raposo de Magalhães (sobrinho neto de António de Sommer Champalimaud).
Estabeleceu-se em Lisboa e continuou a sua carreira de designer freelance. Formou uma família com três filhos: o príncipe Luis (2003) a princesa Giovanna (2006) e a princesa Clémentine (2010). Alexandra desenvolveu um forte interesse pelas relações históricas entre Portugal e a Casa de Saxe-Coburgo-Gota. Em 2005 organizou a assinatura de um protocolo de cooperação cultural entre a Fundação da Família Saxe-Coburgo-Gota e os Parques de Sintra, que integram o Palácio Nacional da Pena, construído pelo seu tio-trisavô Fernando II de Portugal. Doou um quadro de Fernando II de Portugal ao museu nacional da Eslováquia St. Anton, em uma cerimónia no Palácio das Necessidades, Lisboa.
Em 2017, organizou e apresentou a publicação da autobiografia do seu tio, o Rei Simeão II da Bulgária, em uma cerimónia presidida pelo presidente da república Marcelo Rebelo de Sousa no Palácio da Cidadela.
Integra desde 2022 o conselho de diretores do Fundo Reis Boris III e Giovanna da Bulgária, que gere entre outros o Palácio de Vrana em Sófia.